# 新扎戈拉市镇
42°29′N 26°0′E / 42.483°N 26.000°E
新扎戈拉市镇，是保加利亞東部斯利文州的市鎮，行政中心为新扎戈拉，面積876.9平方公里，2008年人口43,682，人口密度每平方公里49.8人。